# Сила слабых связей
Сила слабых связей — это концепция американского социолога Марка Грановеттера, согласно которой в межличностной коммуникации слабые связи имеют большее значение, чем сильные. Отражена в статье Грановеттера «Сила слабых связей», наиболее известной его работе.

## Суть концепции

### Категоризация социальных связей
Марк Грановеттер разделяет все социальные связи на две основные категории — а именно, на сильные и слабые связи. Цель такого разделения состоит в формальном различении межличностных отношений по критерию частоты и длительности социальных контактов. Так, по мнению социолога, примером сильных связей можно считать родственные и дружественные связи, в то время как слабые связи возникают между соседями, знакомыми, знакомыми знакомых, коллегами и т. п.
Помимо двух основных, согласно Грановеттеру, существует и третий тип социальных связей — так называемые отсутствующие (очень слабые) связи. К этой категории он относит отношения между «шапочными знакомыми», то есть, например, людьми, которые периодически пересекаются, каким-то образом присутствуют в жизни друг друга, но не имеют между собой мало-мальски тесного контакта. В таких связях, как правило, совершенно отсутствуют эмоциональная составляющая, доверие и взаимность.

### Концепция силы связей
Грановеттер полагает, что наиболее полезными и выгодными в межличностном общении оказываются слабые связи, а не сильные. Это явление социолог объясняет тем, что через сильные связи (в силу их информационной избыточности) люди обмениваются ограниченным объёмом данных или ресурсов, в то время как обмен действительно важной информацией происходит именно через слабые связи. Сильные межличностные связи являются каналом информации, которая мало отличается от информации, которой располагает сам субъект.
Наиболее чёткая и полная аргументация в пользу данного феномена представлена в теории «структурных дыр» Рональда Бёрта.

### Примеры действия концепции Грановеттера
Слабые связи (бывшие коллеги, знакомые и так далее) дают человеку возможность быстрого продвижения по карьерной лестнице. Также Грановеттер отмечает их важность в развитии человеческого капитала. Поскольку, согласно теории Грановеттера, для слабых связей важно их визуальное представление, феномен играет важную роль в развитии социальных сетей. Поддерживать сильные связи люди, как и прежде, предпочитают вне интернета, то есть — в реальной жизни.
Сам Грановеттер приводит следующий пример: некая бостонская итальянская община, где были традиционно развиты сильные связи, оказалась совершенно беззащитной перед лицом действительности, явившись неспособной создать организацию для отстаивания своих прав перед городскими властями.

## Значение теории Грановеттера в контексте социальных сетей
За десятилетие до возникновения социальной сети Facebook Марк Грановеттер, провёл первое своё знаменитое исследование социальных сетей, задавшись целью выяснить, какое влияние они оказывают на социальную мобильность, а также какие благоприятные возможности дают человеку окружающие его люди. Проведя опрос среди жителей пригорода Бостона, которые недавно сменили работу, социолог определил, что наиболее полезным с точки зрения поиска работы является не близкое окружение субъекта (сильные связи), а люди, с которыми интервьюированные общались «шапочно» (слабые связи). На основе этих выводов Грановеттер создал свою новаторскую статью «Сила слабых связей», где рассмотрел важнейшую роль малознакомых людей в жизни отдельно взятой личности.
Согласно теории Грановеттера, люди, не входящие в узкий кластер близких друзей и знакомых, открывают перед личностью полезную информацию — ту информацию, которой личность не владеет, в силу того, что со слабыми связями у субъекта коммуникации меньше общих контактов.
С появлением социальных сетей возможностей прикладного воплощения данной концепции стало несравнимо больше. Так, авторы исследования, проведённого Facebook Data Team, выявили, что несмотря на то что пользователи социальных сетей чаще потребляют и распространяют информацию, которой с ними делятся близкие знакомые, они также получают огромный объём информации от слабых связей, и зачастую именно подобные удалённые контакты служат каналом распространения новой и полезной информации. Данный факт ещё раз подтверждает, что социальные сети служат влиятельным медиа-каналом для распространения полезной информации (продвижения новых продуктов, обсуждения актуальных событий и т. д.), а также является весомым аргументом в пользу теории Грановеттера.

## Причины силы слабых связей
Слабые связи — это, по сути, — соединения между большими социальными группами. Это объясняется, во-первых, их количеством: у любого человека слабых связей во много раз больше, чем сильных, поэтому они охватывают куда более широкий круг территорий и сфер деятельности. Во-вторых, слабыми связями индивид, как правило, меньше дорожит, а потому не боится к ним прибегать.

## Критика теории
Установлено, что социальные сети стали идеальным механизмом для формирования слабых связей и вполне закономерным образом стали катализатором общественных волнений. В этом контексте весьма странно, что это произошло именно в странах с «традиционной культурой» (в Египте, Турции и т. д.), для которой характерно пренебрежение слабыми связями.
Кроме того, ещё 1969 году американскими психологами Стэнли Милгрэмом и Джеффри Трэверсом была сформулирована  гипотеза о том, что каждый человек опосредованно знаком с любым другим жителем планеты через цепочку общих знакомых, в среднем состоящую из пяти человек. Эта гипотеза получила известность под названием теории шести рукопожатий. Она во многом противоречит концепции силы слабых связей.
В организационной социологии до сих пор придерживаются идеи «силы сильных связей» (напр., Д. Кракхард), основанной на идеях Г. Зиммеля. Согласно этим представлениям, именно сильные связи облегчают разрешение конфликтов, а также способствуют принятию выгодных организационных решений, достижению консенсуса и передаче сложной экспертной информации. По мнению многочисленных социологов, такие связи, поддерживая механизм партикуляризма в распределении статусов, играют чрезвычайно важную роль в сплочённых организациях, а также в традиционных и нерыночных обществах, в то время как слабые свойственны сетевым организациям и рыночным обществам. Исходя из этого следует, что слабые связи полезнее в том, что касается информационного влияния, но не социального.